# Rabastens
Rabastens es una localidad y comuna francesa en la región de Mediodía-Pirineos, departamento de Tarn, en el distrito de Albi y cantón de Rabastens.

## Historia

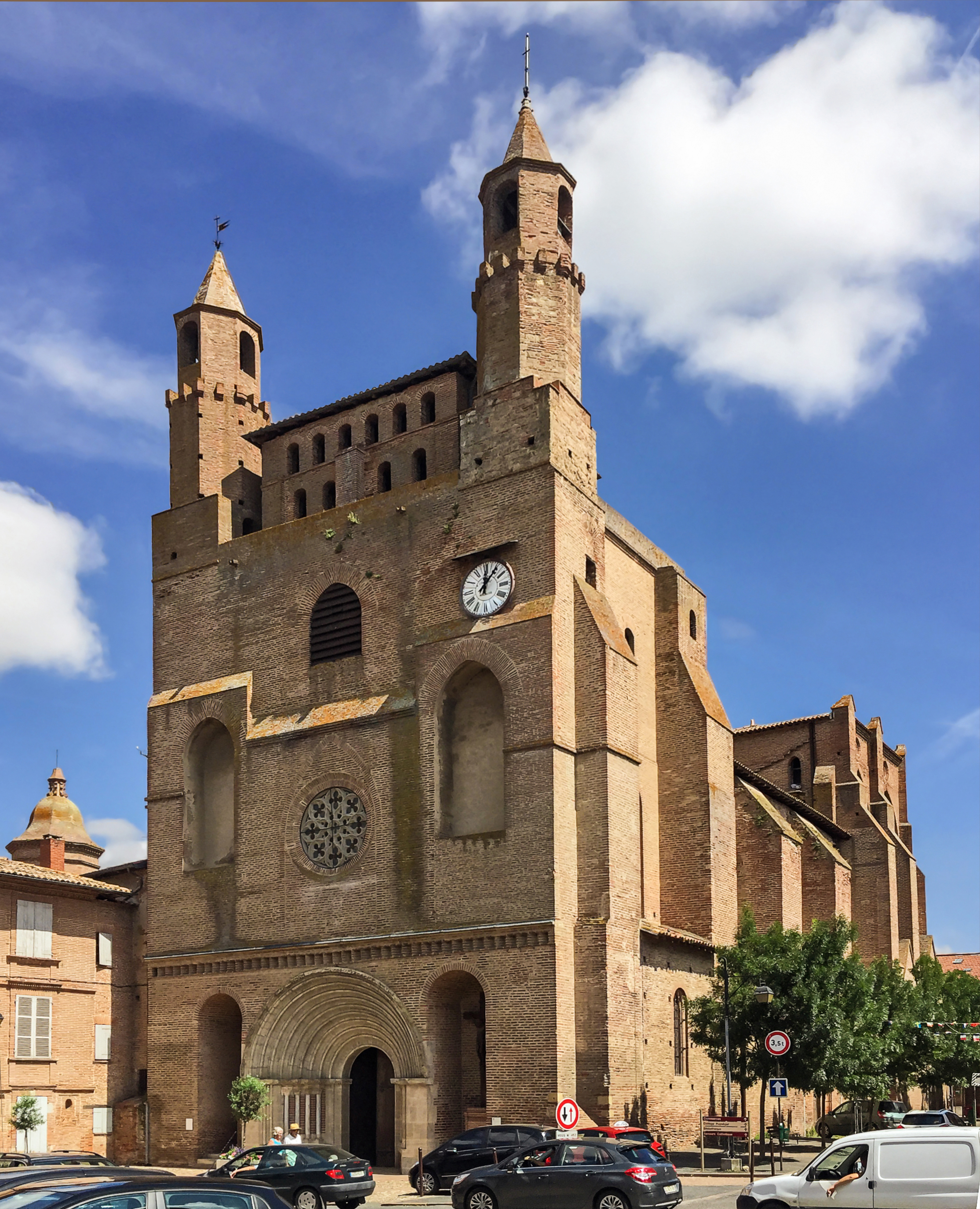
Iglesia de Nuestra Señora del Burgo

Vestigios descubiertos en la proximidad de donde se encuentra la actual localidad indican la existencia de una ciudad galorromana. Por otro lado, los nombres acabados en "ens", en la toponimia, pueden indicar un origen germánico, e incluso visigodo. 
A principios del siglo XII, la ciudad se hallaba bajo la protección del condado de Tolosa. Situada próxima al Lauragais, es considerada como centro cátaro y, en aplicación del Tratado de París (1229), se le destruyen todas sus fortificaciones medievales. Terminada ya la cruzada albigense, a finales del siglo XIII, la localidad empieza a experimentar un periodo próspero gracias a los viñedos y la calidad de sus vinos, utilizando el río Tarn para transportarlos hacia Burdeos. En esta época, el urbanismo se desarrolla según el plan de las bastidas y se construye la iglesia Notre-Dame du Bourg entre 1230 y 1260, a iniciativa de los monjes benedictinos de Moissac.

## Demografía
| 1962                                                     | 1968 | 1975 | 1982 | 1990 | 1999 |
| -------------------------------------------------------- | ---- | ---- | ---- | ---- | ---- |
| 4133                                                     | 4307 | 4182 | 3806 | 3825 | 4176 |
| A partir de 1962 : Population sans doubles comptes INSEE |      |      |      |      |      |

## Lugares de interés
- Iglesia de Nuestra Señora del Burgo de Rabastens, iglesia gótica meridional con restos románicos del siglo XIII, declarada desde 1998, uno de los bienes individuales incluidos en «Caminos de Santiago de Compostela en Francia», inscrito en el Patrimonio de la Humanidad de la Unesco (n.º ref. 868-060).[3]

- El Pigeonnier. Lugar de encuentro situado a la salida de la ciudad, es el emblema de la comuna.

## Personajes célebres
- Louis Pierre de Chastenet, ministro de Guerra
- Michel Lafon, editor
- Pelfort de Rabastens, caballero faydit